# Belvosia borealis
Belvosia borealis là một loài ruồi trong họ Tachinidae.